# 营里千佛洞石窟
营里千佛洞石窟，位于山西省临汾市乡宁县城东5公里营里村悬岩上，是中华人民共和国全国重点文物保护单位之一。
1996年1月12日公布为山西省文物保护单位。2019年10月7日公布为第八批全国重点文物保护单位。